# Rufius Achilius Sividius
Rufius Achilius Sividius, actif dans la dernière partie du Ve siècle vers 483 - 488, est un homme politique de l'Empire romain, sous le règne d'Odoacre.

## Biographie et fonctions
Il est qualifié de quaestor (peut-être quaestor sacri palatii) dans une inscription pour la réservation d'une place au Colisée. Il est préfet de Rome (praefectus urbi) de Rome avant 488, puis patrice ; en 488 il est nommé consul pour l'Occident avec Claudius Julius Ecclesius Dynamius.
Un des feuillets de son diptyque consulaire en ivoire est conservé ; il fait partie des collections du Département des Monnaies, médailles et antiques de la Bibliothèque nationale de France à Paris. Il provient du couvent de Géronde près de Sierre en Suisse.

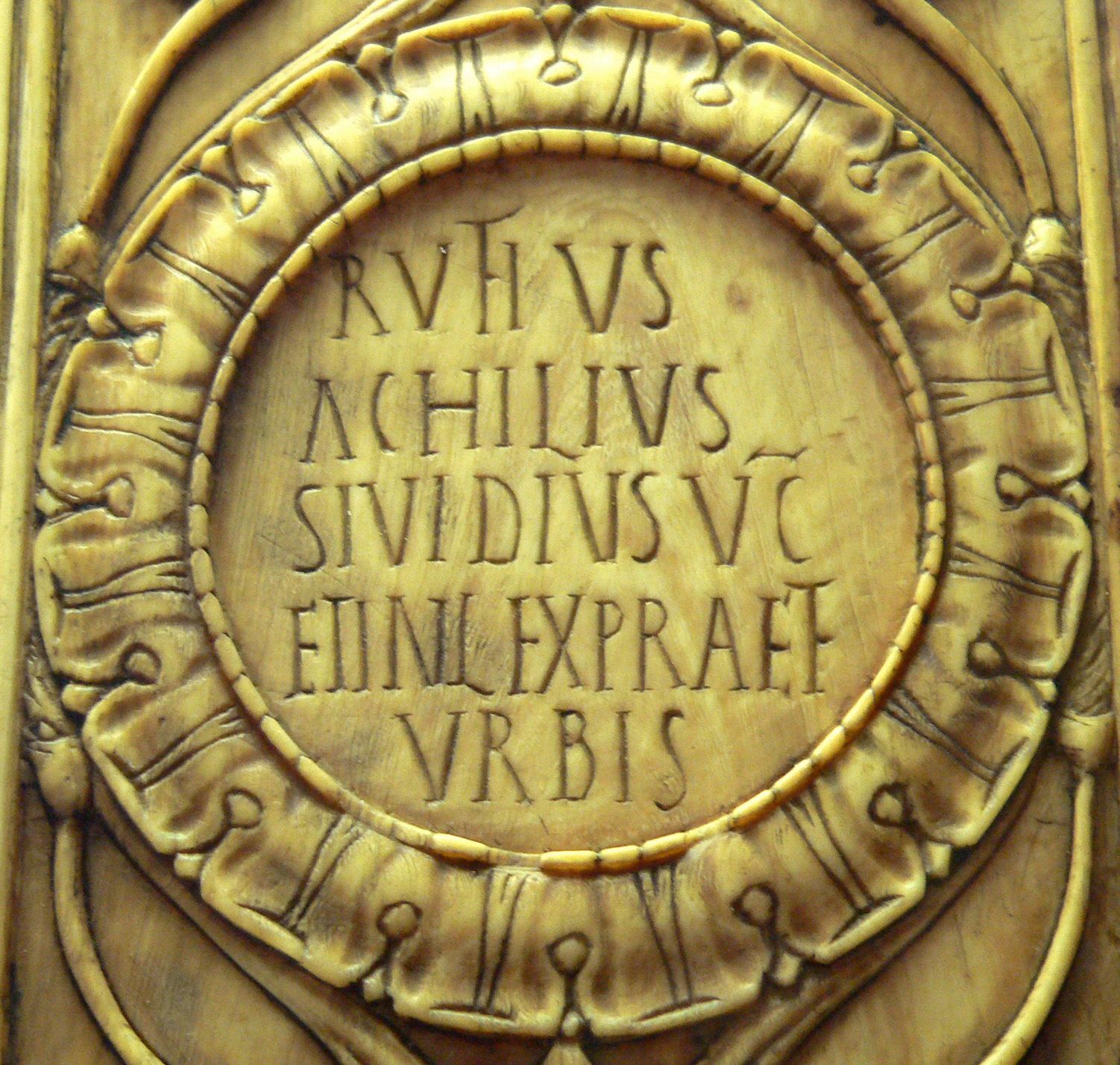
Inscription du diptyque consulaire de Rufus Achilius Sividius